# ポルシェ・WSC95

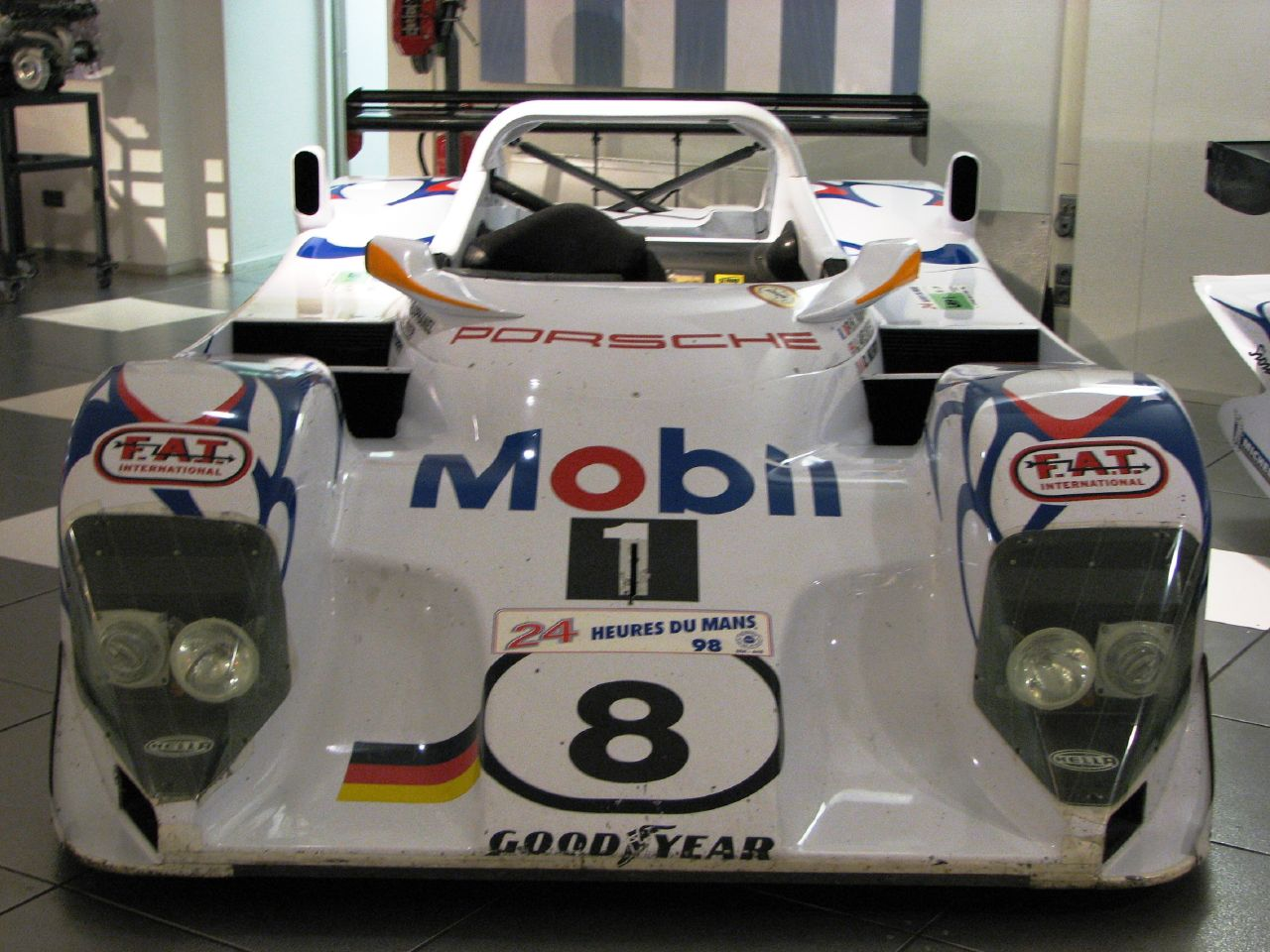
WSC95（1998年）

WSC95はアメリカ合衆国の国際モータースポーツ協会（IMSA）のレースの一つであり、世界3大耐久レースの一つ、デイトナ24時間レースを制覇する目的でポルシェが製作したオープン2シーターのWSCクラスのプロトタイプである。

## 成り立ち
トム・ウォーキンショー・レーシング（TWR）が開発したジャガー・XJR-14のシャーシーをベースに、改良設計を施したカーボンファイバーのモノコックをTWRが製造し、それにポルシェ・962Cに搭載されていた935/83型3.0リットル水平対向6気筒ターボエンジンとトランスミッションが組み合わされた。総製作台数は2台である。

## レースでの実績
1995年、IMSA開幕戦デイトナ24時間レースへの出場を予定していたが、IMSAがWSCクラスのターボ車のリストリクター径を急遽変更し、大幅に出力が低下することになったため、ポルシェワークスは撤退、WSC95がデイトナ24時間レースで走ることはなくなった。
1995年のル・マン24時間レースへの出場も、ポルシェはその前年に962Cに保安部品を付けた公道仕様のダウアー・962LMが優勝して批判を浴びていたためエントリーを見合わせた。
1996年にポルシェは、GT1クラスのマシンである911GT1を開発したため、WSC95はヨースト・レーシングに払い下げられた。WSC95はヨースト・レーシングによってル・マン24時間レースを走り、1996年と1997年に2連覇を果たした。
1998年には、WSC95はエンジンを911GT1用のM96/77型3.2リットル水平対向6気筒ターボエンジンに換装され、LMP98と改名された。ル・マン24時間レースには、必勝を期すポルシェはワークスにヨースト陣営を取り込み、ヨースト・レーシングがオペレートするLMP98を2台エントリーさせたが、2台ともに完走することが出来なかった。その後、ドン・パノスが主催した、最初の「プチ・ル・マン（ロード・アトランタ）」にエントリーしたが、タイヤがうまく機能しなかったため、ワークスノミネートのダンカ・フェラーリ333SPに敗れ、総合2位という結果に終わった。